# René Rancœur
 (février 2023).
- Si vous ne connaissez pas le sujet, laissez ce bandeau (vous pouvez alors contacter les auteurs).
- Si vous supprimez le contenu mis en cause (vous pouvez préalablement contacter les auteurs),

argumentez précisément cette suppression dans la page de discussion
(un manque de référence n'est pas un argument ; une recherche réelle de référence doit avoir été effectuée, être formellement documentée).
René Rancœur, né le 18 novembre 1910 à Paris et mort le 28 décembre 2005 dans la même ville est un bibliographe, érudit et historien français. Catholique et royaliste, il était un disciple de Charles Maurras.

## Biographie
Il a été conservateur en chef de la Bibliothèque nationale de France pendant presque toute sa carrière. Auteur de nombreux ouvrages bibliographiques, il fut chargé, à partir de 1953, de la Bibliographie de la littérature française. Il poursuivit cette entreprise monumentale jusqu’en 1996. Parallèlement à ce travail il a écrit une Nouvelle bibliographie de Charles Maurras (1980) en deux volumes publiés avec Roger Joseph et Jean Forges.
Durant les années 1960-1970, il fut l'un des collaborateurs de la revue Études maurrassiennes. Il avait également présenté des communications aux "Colloques Charles Maurras" organisés, à partir de 1968, à l’Institut d’Études Politiques d’Aix-en-Provence, sous la direction de Victor Nguyen et de Georges Souville. Plusieurs de ses contributions portent sur la condamnation de l'Action française par le Vatican (1926).
Il a édité l'ouvrage posthume de l'historien Victor Nguyen, Aux Origines de l’Action française (Fayard, 1991), qui constitue aujourd'hui une contribution majeure sur la genèse de l'Action française.

## Publications
- « Les sources religieuses de l'histoire de l'Action française », Études maurrassiennes, Aix-en-Provence, vol. 2,‎ 1973, p. 169-182
- « Monseigneur Penon, maître de Charles Maurras et évêque de Moulins », Études maurrassiennes, Aix-en-Provence, vol. 4,‎ 1980, p. 235-250
- « La levée de l'index en 1939 et le Carmel de Lisieux », Études maurrassiennes, Aix-en-Provence, vol. 5, no 2,‎ 1986, p. 407-426